# Miniopteridae
A Miniopteridae az emlősök (Mammalia) osztályának denevérek (Chiroptera) rendjébe, ezen belül a kis denevérek (Microchiroptera) alrendjébe tartozó család.

## Tudnivalók
A Miniopteridae-fajokat korábban a simaorrú denevérek (Vespertilionidae) egyik alcsaládjának tartották, a Miniopterinae név alatt. Manapság külön családot alkot, benne csak 1 nem van, a Miniopterus.

## Rendszerezés
A családba az alábbi 1 nem és 27 élő faj tartozik:
- Miniopterus
  - Miniopterus aelleni
  - Miniopterus africanus
  - Miniopterus australis
  - Miniopterus brachytragos
  - Miniopterus fraterculus
  - Miniopterus fuscus
  - Miniopterus gleni
  - Miniopterus griffithsi
  - Miniopterus griveaudi
  - Miniopterus inflatus
  - Miniopterus macrocneme
  - Miniopterus magnater
  - Miniopterus mahafaliensis
  - Miniopterus majori
  - Miniopterus manavi
  - Miniopterus medius
  - Miniopterus minor
  - Miniopterus natalensis
  - Miniopterus newtoni
  - Miniopterus paululus
  - Miniopterus petersoni
  - Miniopterus pusillus
  - Miniopterus robustior
  - hosszúszárnyú denevér (Miniopterus schreibersii) típusfaj
  - Miniopterus shortridgei
  - Miniopterus sororculus
  - Miniopterus tristis

Az alábbi Miniopterus-fajok csak kövületekből ismertek:
- †Miniopterus approximatus - pliocén, Lengyelország
- †Miniopterus fossilis - miocén, Európa
- †Miniopterus rummeli - miocén, Németország
- †Miniopterus tao - pleisztocén, Kína
- †Miniopterus zapfei - középső miocén, Délkelet-Franciaország

### Fordítás
- Ez a szócikk részben vagy egészben  a   Miniopterus című angol Wikipédia-szócikk fordításán alapul.  Az eredeti cikk szerkesztőit annak laptörténete sorolja fel. Ez a jelzés csupán a megfogalmazás eredetét és a szerzői jogokat jelzi, nem szolgál a cikkben szereplő információk forrásmegjelöléseként.